# Guerra franco-alemã de 978-980

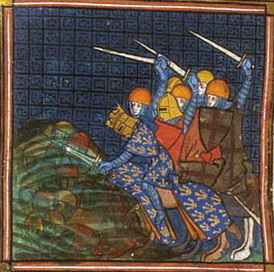
Lothaire da França conduzindo o II exército do imperador Otho para o Aisne.

A guerra franco-alemã de 978-980 foi travada pela posse da Lotaríngia e pela honra pessoal. No verão de 978, o rei Lotário da Francia Ocidental (França) lançou um ataque surpresa a Aachen, quase capturando o imperador Otão II, rei da Francia Oriental (Alemanha) e da Itália. No outono, Lotário havia retornado à Francia Ocidental, enquanto Otto havia convocado uma dieta (assembléia) e reunido um exército. Para vingar sua honra, Otto invadiu a Francia Ocidental. Incapaz de tomar Paris após um breve cerco, ele voltou para  Lotaríngia. Em 980, os reis fizeram a paz. Lotário renunciou ao seu direito à Lotaríngia.